# Benedito Mário Calazans
Monsenhor Benedito Mário Calazans  (Paraibuna, 13 de março de 1911 – São Paulo, 3 de janeiro de 2007) foi professor, padre e político brasileiro.

## Biografia
Filho do professor Benedito Mário Calazans e de dona Judith Moura Calazans.
Recebeu ordens no Seminário Diocesano de Taubaté, tendo feito curso superior de Filosofia e Teologia na Universidade de Roma.
Foi vigário coadjutor em várias cidades do Vale do Paraíba.
Em Taubaté foi assistente da Juventude Operária e, na Capital, inspetor do ensino religioso.
Foi também professor de Ética na Escola de Cadetes da Força Pública.
Elegeu-se duas vezes Deputado Estadual e uma vez Senador, sempre pela União Democrática Nacional.
Senador, apoiou o Golpe Militar de 1964, tendo sido quem anunciou erroneamente ao plenário em primeiro de abril que o general Mourão Filho havia entrado no Rio de Janeiro e ido ao Palácio da Guanabara cumprimentar o governador Carlos Lacerda.
Cronologia
- 1950 - Eleito Deputado Estadual
- 1954 - Reeleito Deputado Estadual
- 1958 - Eleito Senador por São Paulo